# Provincia de Guelma
La provincia de Guelma (en árabe: ولاية قالمة) es una provincia (valiato) del este de Argelia. Su capital es la ciudad homónima. En ella se produjo en 1945 la masacre de Setif, por parte del Ejército francés.

## Municipios con población de abril de 2008
- Aïn Ben Beida 9,492
- Aïn Larbi 7,604
- Aïn Makhlouf 12,300
- Aïn Reggada 7,688
- Aïn Sandel 4,760
- Belkheir 17,649
- Ben Djerrah 6,553
- Beni Mezline 4,883
- Bordj Sabat 10,158
- Bouati Mahmoud 9,658
- Bouchegouf 25,443
- Bouhachana 5,596
- Bouhamdane 4,394
- Boumahra Ahmed 17,834
- Dahouara 7,886
- Djeballah Khemissi 4,487
- El Fedjoudj 9,122
- Guelaat Bou Sbaa 5,635
- Guelma 120,847
- Hammam Debagh 16,391
- Hammam N'Bail 16,199
- Heliópolis 26,328
- Houari Boumédiène 7,114
- Khezarra 10,382
- Medjez Amar 7,703
- Medjez Sfa 7,707
- Nechmaya 9,964
- Oued Cheham 14,043
- Oued Fragha 7,152
- Oued Zenati 32,870
- Ras El Agba 2,699
- Roknia 9,752
- Sellaoua Announa 3,244
- Tamlouka 18,894

## División administrativa
La provincia está dividida en 10 dairas (distritos), que a su vez se dividen en 34 comunas (ciudades).